# Guarapuava
Guarapuava – miasto w Brazylii, w stanie Parana. W 2021 liczyło 183 755 mieszkańców.
W mieście rozwinął się przemysł drzewno-papierniczy.

## Miasta partnerskie
- Rastatt, Niemcy